# Башир Агмад (хокеїст на траві)
Башир Агмад (23 грудня 1934) — пакистанський хокеїст на траві.
Олімпійський чемпіон 1960 року.
Переможець Азійських ігор 1962 року.